# Cisca Dresselhuys
Francisca Wilhelmina (Cisca) Dresselhuys (Leeuwarden, 21 april 1943) was van 1 november 1981 tot 1 april 2008 (tot aan haar pensioen) hoofdredactrice van feministisch maandblad Opzij. Haar journalistieke carrière begon bij het dagblad Trouw.

## Leven en werk
Dresselhuys groeide op als nakomertje met een oudere broer en twee oudere zussen, van wie de jongste negen was toen zij werd geboren. Op haar elfde verloor zij haar vader.

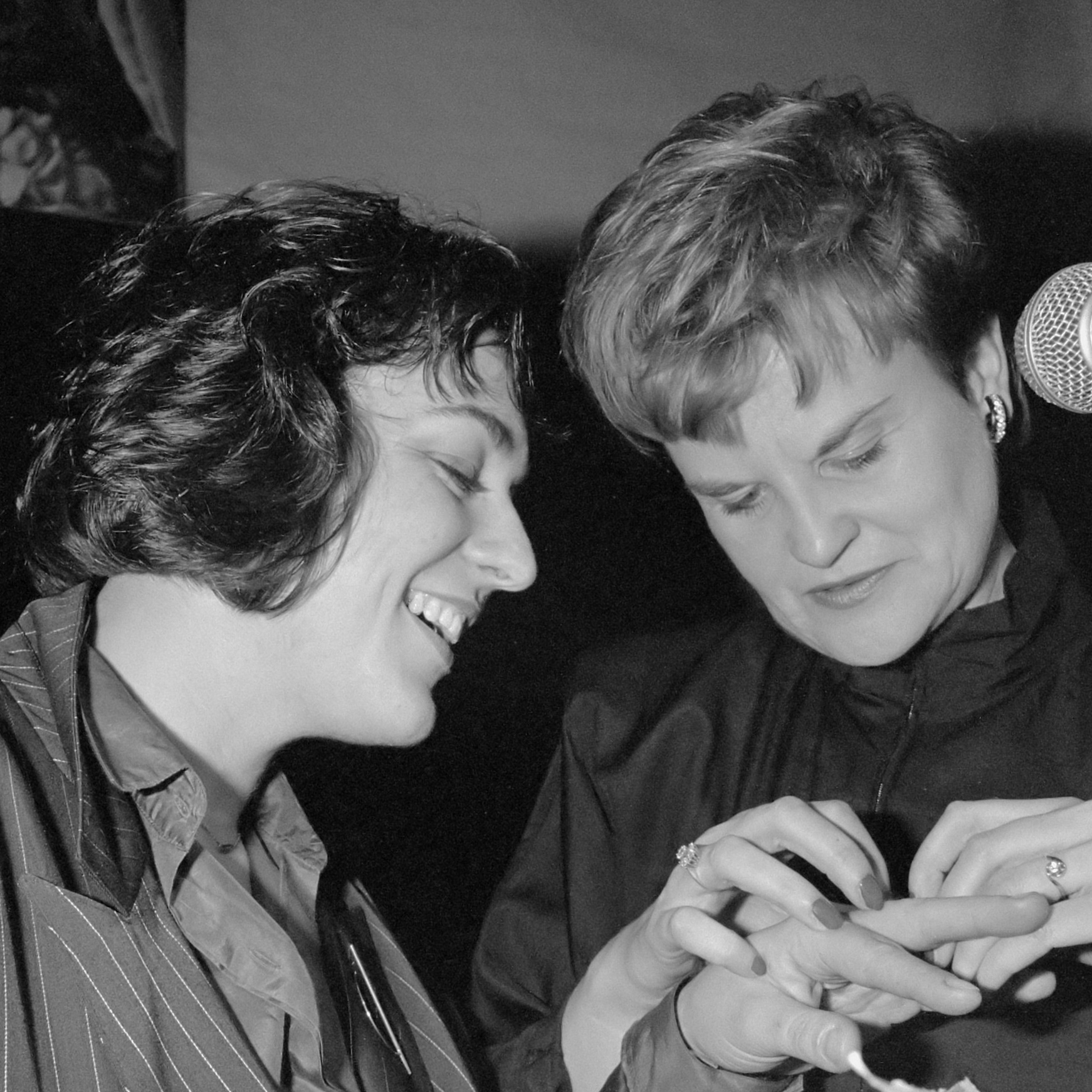
Lola Verkuil en Cisca Dresselhuys (r.) (1987)

Dresselhuys begon als telexiste bij dagblad Trouw, waar ze daarna journaliste was. Vanaf 1981 was ze meer dan 25 jaar hoofdredactrice van maandblad Opzij. Ze werd vooral bekend door haar rubriek Langs de feministische meetlat, waarin ze over een periode van 16 jaar 175 bekende mannen interviewde en een cijfer gaf voor hun feministische opstelling. Veel van die interviews werden later in verzamelbundels uitgegeven.
Op 11 juni 2001 kreeg zij de Anne Vondelingprijs. Deze prijs werd uitgereikt voor haar publicaties in het jaar 2000. De prijs bestond uit een geldbedrag van 5000 gulden en een beeld van Anne Vondeling.
Op 8 december 2008 ontving Dresselhuys tijdens het Tijdschriftengala de Mercur d'Or/LOF Prijs (Lucas-Ooms Fonds). Deze prijs is een oeuvreprijs, waarbij wordt gekeken naar bijzondere verdiensten of betekenis voor het tijdschriftenvak over een langere periode. Aan de Mercur d'Or/LOF Prijs voor Publiekstijdschriften is een bedrag van 10.000 euro verbonden, te besteden aan een initiatief ten gunste van het tijdschriftenvak. De winnaar bepaalt waaraan.
Op 1 maart 2011 kwam van haar het boek Drukker dan ooit uit, waarin interviews met verschillende bekende werkende 65-plussers staan en waarin zij ook met Dick Swaab (bekend van het boek Wij zijn ons brein) praat over de fysieke voordelen van doorwerken na je 65e en met Douwe Draaisma (van onder andere Het Vergeetboek) over de psychologische meerwaarde van langer doorwerken.
Als republikein zei Dresselhuys dat de abdicatie van Beatrix beter aangegrepen had kunnen worden om de Nederlandse monarchie af te schaffen. Ze was weliswaar tevreden over hoe Máxima zich tot dusver had ingezet voor de vrouwenemancipatie, maar vond het onrechtvaardig hoe zij als echtgenote van de koning een onderschikte rol had, ondanks de misleidende aanspreektitel 'koningin'. Als er weer een vrouwelijk staatshoofd zou komen, prefereerde Dresselhuys een presidente aan het hoofd van een republiek 'die het moet verdienen, moet vechten, verantwoordelijkheid afleggen.'
Vanaf 2017 werkt Dresselhuys mee aan de tweewekelijkse opiniekrant Argus.

## Publicaties (selectie)
- Cisca Dresselhuys: Drukker dan ooit. Werken na je 65ste. Hilversum, Just Publishers, 2011. ISBN 9789089751577
- Cisca Dresselhuys: De maat genomen. Topmannen langs de feministische meetlat. Amsterdam, Archipel, 2006. ISBN 90-6305-228-6
- Cisca Dresselhuys: Langs de feministische meetlat. Amsterdam, Anthos, 1996. ISBN 90-414-0169-5